# (7098) Réaumur
(7098) Reaumur  es un asteroide perteneciente al cinturón de asteroides, descubierto el 9 de octubre de 1993 por Eric Walter Elst desde el Observatorio Europeo Austral, en Chile.

## Designación y nombre
Reaumur se designó inicialmente como 1993 TK39.
Más adelante fue nombrado en honor al científico francés René Réaumur (1683-1757).

## Características orbitales
Reaumur orbita a una distancia media del Sol de 2,6364 ua, pudiendo acercarse hasta 2,0687 ua y alejarse hasta 3,2041 ua. Tiene una excentricidad de 0,2153 y una inclinación orbital de 5,7282° grados. Emplea en completar una órbita alrededor del Sol 1563 días.

## Características físicas
Su magnitud absoluta es 13,6. Tiene 9,605 km de diámetro. Su albedo se estima en 0,076.